# Канъин-но-мия
Канъин-но-мия (閑院宮家) — самая младшая из четырёх синнокэ, ветвей императорской семьи Японии, которая имеет право наследовать хризантемовый трон после угасания основной императорской линии. Дом был основан принцем Наохито (1704—1753), шестым сыном императора Хигасиямы.
Опасаясь пресечения императорской линии, Араи Хакусэки предложил создать новую линию императорского дома. В 1718 году бывший император Рэйгэн пожаловал своему внуку, принцу Наохито, титул Канъин-но-мия и владения с доходом 1000 коку. Это был новый и четвёртый по счёту синнокэ после создания Арисугава-но-мия в 1625 году.
Титул Канъин-но-мия, как полагают, происходил от титула принца Садамото (ум. 909), сына 56-го японского императора Сэйва.
В 1779 году после смерти императора Го-Момодзоно, не имевшего сыновей, принц Морохито (1771—1840), шестой сын Канъина-но-мия Сукэхито Синно (1733—1794), 2-го главы дома Каньин-но-мия (1753—1794), был провозглашён новым императором Японии по именем Кокаку (1779—1817).
В 1842 году после смерти принца Каньин-но-мия Нарухито Синно (1818—1842), 5-го главы дома Канъин (1828—1842), дом Канъин-но-мия прервался. Но император Мэйдзи в 1872 году возродил дом Канъин-но-мия. 6-м главой дома Канъин стал принц Котохито (1865—1945), 16-й сын Фусими Кунииэ (1802—1872), основателя дома Фусими-но-мия (одного из четырёх домов синнокэ).
В июне 1988 года после смерти 85-летнего Канъин-но-мия Харухито Синно (1902—1988), 7-го главы дома Канъин-но-мия (1945—1988), линия дома Канъин-но-мия прервалась.
|   | Имя                                                | Дата рождения | Дата наследования | Дата отставки | Дата смерти | Примечания                                                           |
| - | -------------------------------------------------- | ------------- | ----------------- | ------------- | ----------- | -------------------------------------------------------------------- |
| 1 | Канъин-но-мия Наохито Синно (яп. 閑院宮 直仁親王)  | 1704          | 1718              |               | 1753        | Шестой сын императора Хигасиямы                                      |
| 2 | Канъин-но-мия Сукэхито Синно (яп. 閑院宮 典仁親王) | 1733          | 1753              |               | 1794        | Сын предыдущего                                                      |
| 3 | Канъин-но-мия Харухито Синно (яп. 閑院宮 美仁親王) | 1768          | 1794              |               | 1818        | Сын предыдущего                                                      |
| 4 | Канъин-но-мия Тацухито Синно (яп. 閑院宮 孝仁親王) | 1792          | 1818              |               | 1824        | Сын предыдущего                                                      |
| 5 | Канъин-но-мия Нарухито Синно (яп. 閑院宮 愛仁親王) | 1818          | 1828              |               | 1842        | Сын предыдущего                                                      |
| 6 | Канъин-но-мия Котохито Синно (яп. 閑院宮 載仁親王) | 1865          | 1872              |               | 1945        | Шестнадцатый сын принца Кунииэ (1802—1875), главы дома Фусими-но-мия |
| 7 | Канъин-но-мия Харухито Синно (яп. 閑院宮 春仁親王) | 1902          | 1945              | 1947          | 1988        | Младший сын предыдущего                                              |